# Gare de Montbrison
Gare de Montbrison – stacja kolejowa w Montbrison, w departamencie Loara, w regionie Owernia-Rodan-Alpy, we Francji. Obecnie jest zarządzana przez SNCF (budynek dworca) i przez RFF (infrastruktura). Jest położona na terytorium dwóch gmin: Montbrison i Savigneux.
Stacja jest obsługiwana przez pociągi TER Auvergne i TER Rhône-Alpes.

## Linie kolejowe
- Clermont-Ferrand – Saint-Just-sur-Loire
- Lyon – Montbrison